# Antitvar
Antitvar je struktura sastavljena od antičestica.
U prirodi svaka čestica ima svoju antičesticu. Primjerice, atom antivodika je sastavljen od negativno nabijenog antiprotona oko kojeg "kruži" pozitivno nabijeni elektron - pozitron. Ako se dogodi da se čestice tvari i antitvari sudare ili na neki drugi način dođu u međusobni kontakt, međusobno će se anihilirati (poništiti) uz oslobađanje elektromagnetskih valova koji nose energiju.
Znanstvenici su po prvi put uspjeli stvoriti atome antivodika 1995. godine. Uspješno su stvorene i antideuterijske jezgre koje se sastoje od antiprotona i antineutrona kao i atomi antihelija. Za sada nismo u stanju stvarati složenije oblike antitvari.
Inače, antičestice se stvaraju posvuda u svemiru u situacijama u kojima se sudaraju visokoenergetske čestice, što se vrlo često događa u središtima galaksija. Znanstvenici još nisu detektirali antičestice koje su mogle ostati nakon velikog praska. Zna se da je nastala jednaka količina tvari i antitvari - no dugo vremena nije bilo poznato zašto danas imamo svijet izgrađen od tvari, a ne od antitvari, a također nije bilo jasno zašto se sva tvar i antitvar nisu međusobno anihilirale. Razlog je otkriven u asimetričnim svojstvima kaona (K-mezona) i antikaona.

## Vanjske poveznice
- Antimaterija - www.croeos.net
- www.croeos.net